# Cosmin Pasca
Cosmin Pasca är en rumänsk kanotist.
Han tog bland annat VM-guld i C-4 1000 meter i samband med sprintvärldsmästerskapen i kanotsport 1995 i Duisburg.